# OpenOffice.org Draw

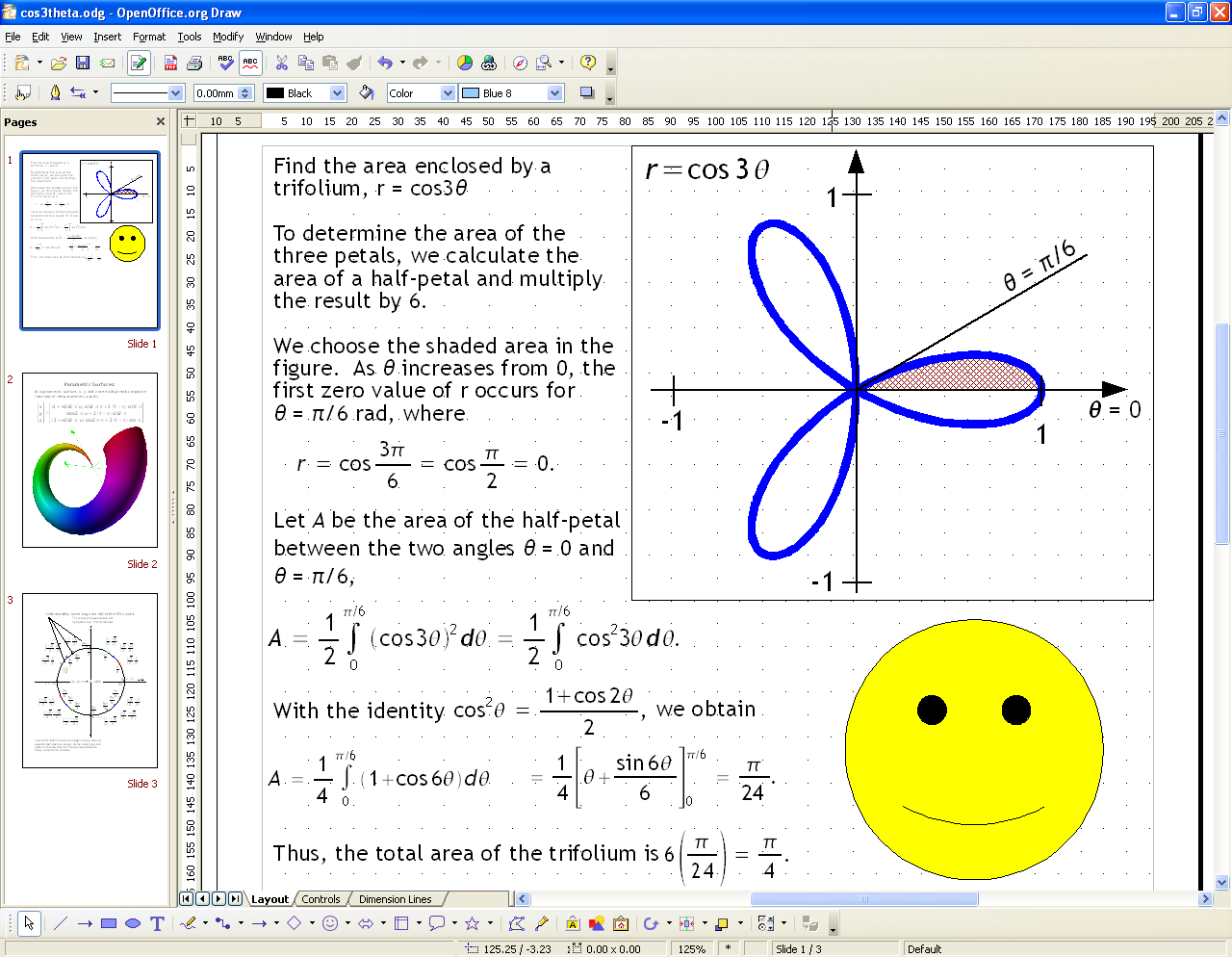
OpenOffice.org Draw 2.x hiển thị một tài liệu toán học. Các công thức toán được viết bằng OpenOffice.org Math.

OpenOffice.org Draw, thường được gọi tắt là OOo Draw là phần mềm biên tập đồ họa vec tơ. Đây là phần mềm tự do được kèm trong bộ OpenOffice.org.
Hình vẽ trong OOo Draw có thể có nhiều kích cỡ khác nhau, với khổ lớn nhất lên đến 300 cm × 300 cm.
Ngoài các hình vẽ hai chiều, OOo Draw còn hỗ trợ tạo và thao tác (xoay, thu phóng) các đối tượng hình vẽ ba chiều.
Trong OOo Draw, người dùng có thể dùng thêm các hình vẽ bằng cách liên kết với thư viện Open Clip Art Library.
Ngoài việc thao tác với các đối tượng hình vẽ cơ bản riêng lẻ, OOo Draw còn hỗ trợ nhóm các đối tượng (group) và tạo ra bản sao nhiều đối tượng (clone).
Một tính năng mới của OOo Draw là các đường nối thông minh (smart connector) gắn liền với các khối hình, thuận tiện cho việc vẽ các lưu đồ. Ngoài ra, còn có thể tạo ra các đường ghi kích thước (dimension lines), chẳng hạn trong các bản vẽ thiết kế. Từ phiên bản 3.0 trở đi, có một đặc điểm rất thuận lợi về mặt tương tác; đó là khi ta di chuyển các hình vẽ, chúng sẽ để lại các bóng mờ và giúp ta đặt được hình vào vị trí như ý muốn.

## Định dạng
OpenOffice.org Draw có thể nhập và xuất file gồm nhiều định dạng ảnh raster khác nhau như PNG, GIF, JPEG, BMP, TIFF. Ngoài ra, đồ họa vec tơ cũng được hỗ trợ, như các định dạng EPS, SVG, EMF, WMF.